# Consiliul Legislativ
Consiliul Legislativ este un organ consultativ de specialitate al Parlamentului României, care are sarcina de a aviza proiectele de acte normative în vederea sistematizării, unificării și coordonării întregii legislații și de a ține evidența oficială a legislației României.
Consiliul Legislativ și-a început efectiv activitatea la data de 1 aprilie 1996, după aprobarea Regulamentului de organizare și funcționare, elaborat în temeiul art. 10 din Legea nr. 73/1993 pentru înființarea, organizarea și funcționarea Consiliului Legislativ.

## Atribuții
Atribuții permanente ale Consiliului Legislativ, potrivit Constituției și legii sale organice - Legea nr. 73/1993:
- analizează și avizează proiectele de legi, propunerile legislative și proiectele de ordonanțe și de hotărâri cu caracter normativ ale Guvernului, în vederea supunerii lor spre legiferare sau adoptare, după caz;
- analizează și avizează, la cererea președintelui comisiei parlamentare sesizate în fond, amendamentele supuse dezbaterii comisiei și proiectele de legi sau propunerile legislative primite de comisie după adoptarea lor de către una dintre Camerele Parlamentului;
- analizează și avizează rectificarea și republicarea în Monitorul Oficial a actelor normative;
- realizează nemijlocit sau coordonează, din dispoziția Camerei Deputaților sau a Senatului, elaborarea unor proiecte de coduri sau de alte legi de complexitate deosebită;
- elaborează, din dispoziția Camerei Deputaților sau a Senatului ori din proprie inițiativă, studii pentru sistematizarea, unificarea și coordonarea legislației și face, pe această bază, propuneri Parlamentului și, după caz, Guvernului;
- examinează conformitatea legislației cu prevederile și principiile Constituției și sesizează birourile permanente ale Camerelor Parlamentului și, după caz, Guvernul asupra cazurilor de neconstituționalitate constatate;
- ține evidența oficială a legislației  și  furnizează informația necesară pentru desfășurarea procesului legislativ; organizează informatizarea sistemului de evidență a acesteia și realizează produse informatice pentru evidența legislației asistată de calculator;
- urmărește, în vederea funcționării sistemului legislativ în mod unitar și coordonat, emiterea de către autoritățile publice competente a actelor normative în executare, dispuse prin legi, ordonanțe și hotărâri ale Guvernului;
- elaborează Repertoriul legislației României - versiunea oficială - și furnizează varianta on-line a acestuia; întocmește versiunile oficiale ale unor culegeri de acte normative;
- păstrează originalele legilor și ale decretelor de promulgare a acestora.

Activitatea de avizare
Activitatea de avizare a proiectelor de acte normative - legi, propuneri legislative, hotărâri  și  ordonanțe ale Guvernului - este activitatea curentă de bază a Consiliului Legislativ prin care, în mod concret, se urmărește realizarea următoarelor obiective principale:
- concordanța soluțiilor legislative cuprinse în proiectul de act normativ cu prevederile și principiile Constituției;
- respectarea naturii juridice a propunerilor de reglementare (a nivelului actului normativ), în raport cu competențele stabilite prin Constituție și alte legi;
- armonizarea soluțiilor legislative preconizate cu reglementările Uniunii Europene și cu prevederile convențiilor internaționale la care România este parte;
- corelarea prevederilor proiectului cu actele normative de nivel superior;
- implicațiile noii reglementări asupra legislației în vigoare și modul cum acestea sunt rezolvate în textul proiectului, prin abrogări, modificări, completări, după caz;
- caracterul complet al reglementării cuprinse în proiect, în raport cu cazuistica din câmpul de aplicare al viitoarei reglementări;
- evitarea creării unor paralelisme în reglementare;
- redactarea corespunzătoare a textului din punct de vedere al preciziei, conciziei și clarității în exprimare, a unității terminologice și al unei bune sistematizări.

Reexaminarea legislației anterioare constituie o atribuție tranzitorie a Consiliului Legislativ instituită prin art. 154 alin. (2) din Constituție, potrivit căruia acesta va examina conformitatea actelor normative în vigoare cu Constituția și va face propuneri corespunzătoare Parlamentului sau, după caz, Guvernului.
Obiectul reexaminării legislației anterioare nu s-a limitat numai la stările de conflict și incompatibilități ale actelor legislative vechi în raport cu Constituția, ci și cu noile acte normative, emise ulterior Constituției. Prin mai multe abrogări succesive, propuse de Consiliul Legislativ (Hotărârea Guvernului României nr. 735/1997, Legea nr. 7/1998, Hotărârea Guvernului României nr. 474/1999, Hotărârea Guvernului României nr. 475/1999, Legea nr. 120/2000, Legea nr. 121/2000, Hotărârea Guvernului României nr. 233/2004 și Legea nr. 158/2004), ansamblul legislativ a fost degrevat de acte normative anacronice, specifice fostului stat totalitar, care creau disfuncții în ansamblul legislativ și constituiau piedici în calea procesului de democratizare și reformă instituțională, socială și economică.
Elaborarea normelor de tehnică legislativă
Potrivit prevederilor legii sale de înființare, organizare și funcționare, Consiliul Legislativ a întocmit normele de elaborare a proiectelor de acte normative. Acestea au fost deja confirmate și consfințite prin Legea nr. 24/2000 și sunt structurate în zece capitole cuprinzând reguli specifice fiecărei faze a procesului legislativ, începând cu forma de redactare, structura și formele de sistematizare a conținutului, adaptarea acestuia și modalitățile de ieșire din vigoare.
Organizarea evidenței oficiale a legislației
Evidența legislației reprezintă o activitate principală a Consiliului Legislativ, care este mandatat să ofere informații oficiale și autentice în legătură cu situația la zi a fiecărui act normativ. 
Evidența oficială a legislației este ținută în expresie dinamică, înregistrându-se atât intrările de noi acte în ansamblul legislativ, precum și orice modificare sau completare a acestora, cât și scoaterea din ansamblul legislației active a actelor normative abrogate.
Elaborarea și editarea de repertorii legislative
După inventarierea și reexaminarea vechiului sistem legislativ și după efectuarea unei vaste asanări legislative, care a presupus abrogarea a mii de acte normative anterioare Constituției, a fost elaborat un repertoriu legislativ general și complet care cuprinde evidența cronologică a tuturor actelor normative în vigoare și un index alfabetic de noțiuni pentru identificarea oricărui act normativ, precum și un inventar al actelor normative abrogate.
Ulterior, în practica Consiliului Legislativ s-a permanentizat editarea anuală a acestor repertorii.
Armonizarea legislației interne cu reglementările comunitare
Consiliul Legislativ a manifestat, încă de la înființarea sa, o preocupare permanentă față de problema armonizării legislației române, atât a sistemului legislativ în ansamblu, cât și a fiecărui act normativ în parte, cu reglementările comunitare, având în vedere faptul că integrarea în Uniunea Europeană constituie unul din obiectivele fundamentale ale României.

## Istoric
- 1808 - în Țara Românească a fost înființată funcția de pravilist care, printre altele, informa Divanul asupra domeniilor în care era necesară o inițiativă legislativă.
- 1818 - a fost stabilită instituția "jurisconsultului statului", un "censor al legilor" cum îl califica domnitorul Scarlat Calimachi.
- 1850 - Divanurile Obștești, constituite în Principatele Române, aveau să se ocupe ca un corp consultativ, cu cercetarea proiectelor de legi.
- 1856 - domnitorul Barbu Știrbei propunea înființarea unui Consiliu de Stat, cu trei secții, din care una de legislație, care să pregătească legile și regulamentele de administrație publică și să cerceteze amendamentele propuse de Adunarea Legiuitoare.
- 1859 - în virtutea art. 27-37 din Convenția de pace de la Paris, din 7/19 august 1858 s-a înființat Comisia Centrală cu reședința la Focșani. Aceasta era compusă din 16 membri (câte 8 membri pentru fiecare principat: 4 numiți de domn, iar 4 aleși de Adunarea Electivă) și avea atribuții de a veghea la respectarea și aplicarea Constituției, care pe atunci era Convenția de la Paris, de a controla, în consecință, toate actele guvernului, de a împiedica votarea de legi anticonstituționale. În plus, Comisia Centrală mai avea și menirea de a unifica codurile și legile celor două principate, de a semnala domnului lacunele și defectele legilor, de a studia proiectele de legi trimise de domn.
- martie 1862 - Guvernul Barbu Catargiu a prezentat un proiect de lege pentru înființarea unui Comitet Provizoriu de Legislație, compus din toți miniștrii și dintr-un număr egal de deputați, aleși de adunare, prezidat de primul ministru și însărcinat cu elaborarea proiectelor de legi.
- 1863 - proiectul de Constituție, întocmit de Alexandru Ioan Cuza prevedea înființarea unui Consiliu de Stat. Potrivit art. 54-59, până la crearea acestei instituții se propunea să se constituie, în mod provizoriu, un Comitet de Legislație care să discute sau să alcătuiască, la cererea guvernului, proiectele de legi și să le susțină în fața Senatului și Adunării legiuitoare.
- 11 februarie 1864  - a fost votată Legea pentru înființarea unui Consiliu de Stat în Principatele Unite Române. Consiliul de Stat era prezidat de domnitor, avea un vicepreședinte, 9 consilieri, 9 auditori, un secretar general și 2 secretari, toți numiți de domn. Consiliul de Stat putea fi consultat în chestiuni administrative, avea atribuții de contencios administrativ, avea autoritate disciplinară asupra funcționarilor statului, putea fi considerat organ interpretativ al legilor și, în sfârșit, avea atribuții legislative: studia proiectele de legi și regulamente ce i se trimiteau de guvern; trebuia să fie consultat asupra proiectelor de legi și asupra regulamentelor de administrație publică; acesta putea fi consultat asupra legilor financiare și a celor ce fixau contingentul anual al armatei.
- 30 iunie 1866 - prin art.131, Constituția României a desființat Consiliul de Stat, iar Legea din 12 iulie 1866 a trecut puterii judecătorești atribuțiile jurisdicționale ale Consiliului de Stat și a lăsat pe seama consiliilor speciale de pe lângă ministere competențele de pregătire a proiectelor de legi.
- 7 aprilie 1886 - în Senat a fost votat proiectul de lege al ministrului justiției Eugeniu Stătescu, care prevedea înființarea unui Consiliu permanent de legislație și de administrație.
- 1897 - ministrul justiției, Al. G. Djuvara a întocmit un proiect de lege pentru organizarea și funcționarea unui Consiliu Legislativ.
- 1 mai 1898 - Senatul a votat un nou proiect de înființare a unui Consiliu Legislativ permanent prezentat de George D. Pallade, ministrul justiției.
- 1919-1920 - ministrul ad-interim al justiției, Ștefan Ciceo-Pop a depus la Parlament un proiect de lege privitor la înființarea unui Consiliu Legislativ permanent.
- martie 1920 - deputatul Aurel Morariu a depus la Camera Deputaților un proiect de lege pentru înființarea unei Comisii permanente pentru legiferarea justițiară și administrativă care urma să adune, să aranjeze și să studieze întregul material de date și informații necesare legiferării, să revizuiască și să pregătească toate proiectele de legi în legătură cu organizarea statului în totalitatea sa.
- 1920 - un anteproiect privitor la înființarea unui Consiliu Legislativ permanent a fost întocmit de Corneliu Botez, consilier la Înalta Curte de Casație și Justiție și supus spre cercetare unei comisii de înalți magistrați, profesori de drept și avocați.
- 1923 - Constituția României a dispus, prin art.76, crearea unui organ special de tehnică legislativă.
- 1925 - Legea din 26 februarie 1925 a înființat Consiliul Legislativ care avea obligația constituțională de a ajuta, în mod consultativ, la pregătirea legilor, dar și sarcina de a elabora proiectele de unificare a tuturor codurilor judecătorești. Consiliul Legislativ avea trei secții, fiecare secție era condusă de un președinte, iar Consiliul de un prim-președinte. În plus, mai exista un Serviciu pentru buletinul legislativ și colecțiile de legi și un Birou de studii istorice. Personalul se compunea din: consilieri permanenți, consilieri temporari, precum și referenți titulari și stagiari.
- 1948 – prin Decretul nr.3 din 22 aprilie 1948, Consiliul Legislativ a fost desființat.
- 1971 – prin Legea nr.15 din 22 octombrie 1971 pentru organizarea și funcționarea Consiliului Legislativ a fost înființat un nou Consiliu Legislativ, având sarcina de a sprijini organele de stat în activitatea de pregătire, coordonare și sistematizare a legislației și a cărui activitate a încetat în decembrie 1989.
- 1991 – Constituția României, în art. 79, prevede înființarea Consiliului Legislativ, ca organ consultativ de specialitate al Parlamentului, cu sarcina de a aviza proiectele de acte normative în vederea sistematizării, unificării și coordonării întregii legislații și de a ține evidența oficială a legislației României.
- 1993 – actualul Consiliu Legislativ a fost instituționalizat prin Legea nr. 73 din 5 noiembrie 1993 pentru înființarea, organizarea și funcționarea Consiliului Legislativ.
- 1 aprilie 1996 – este aprobat Regulamentului de organizare și funcționare a Consiliului Legislativ în ședință comună a Camerei Deputaților și a Senatului. Regulamentul a fost elaborat în temeiul art. 10 din Legea nr. 73/1993. De la această dată, Consiliul își va începe activitatea.[1]
- 2004 – Legea nr. 73 din 5 noiembrie 1993 a fost modificată, completată și republicată, modificându-se corespunzător și Regulamentul de organizare și funcționare a Consiliului Legislativ.

## Organizare
Consiliul Legislativ este condus de un președinte și este compus din:
Secția I de drept public, condusă de un președinte de secție, este alcătuită din:
- Sectorul de legislație privind autoritățile publice și de analiză constituțională;
- Sectorul de legislație penală și contravențională;
- Sectorul de legislație bugetară, fiscală și monetară;
- Sectorul de legislație privind învățământul, cercetarea, arta, cultura și cultele;
- Sectorul de legislație privind apărarea, ordinea publică și siguranța națională;
- Sectorul de legislație privind relațiile internaționale.

Secția II de drept privat, condusă de un președinte de secție, este alcătuită din:
- Sectorul de legislație civilă;
- Sectorul de legislație agrară și asociativă;
- Sectorul de legislație comercială;
- Sectorul de legislație economică și de privatizare;
- Sectorul de legislație a muncii și securității sociale;
- Sectorul de legislație privind sănătatea, protecția mediului și protecția consumatorului.

Secția III de evidență oficială a legislației și documentare, condusă de un președinte de secție, este alcătuită din:
- Sectorul de metodologie, tehnică legislativă și sistematizare a legislației;
- Sectorul de evidență oficială a legislației și de elaborare a Repertoriului legislației României;
- Sectorul de republicări, rectificări, culegeri de acte normative - codexuri;
- Direcția de studii și documentare, ce cuprinde: serviciul de studii; serviciul de documentare; biblioteca.

Structura Consiliului Legislativ mai cuprinde:
- Departamentul pentru armonizarea legislației cu reglementările Uniunii Europene, condus de un șef de departament;
- Departamentul de informatică legislativă, condus de un șef de departament, este alcătuit din:
- Serviciul pentru proiectarea și implementarea arhitecturilor hardware și software;
- Biroul pentru proiectarea și implementarea de baze de date legislative;
- Secretariatul, condus de către secretarul general, este alcătuit din:
- Direcția tehnico-administrativă și registratură generală, ce cuprinde: serviciul tehnic-administrativ; biroul registratură generală;
- Sectorul financiar-contabil;
- Serviciul de relații externe, protocol, presă, petiții și relații cu publicul;
- Biroul arhivare;
- Compartimentul de audit public intern;
- Biroul organizare, resurse umane și contencios.

Pentru a ocupa poziții în Consiliu (președinte al Consiliului, de secție, de departament, consilier), o persoană necesită să fie cetățean român, să aibă domiciliul în țară, pregătire juridică superioară și vechime în sistemul juridic de cel puțin 8 (pentru funcțiile de șef de sector sau de departament) sau 15 ani (pentru cele de președinte al Consiliuli sau al secțiilor).